# Mikaël Lesage

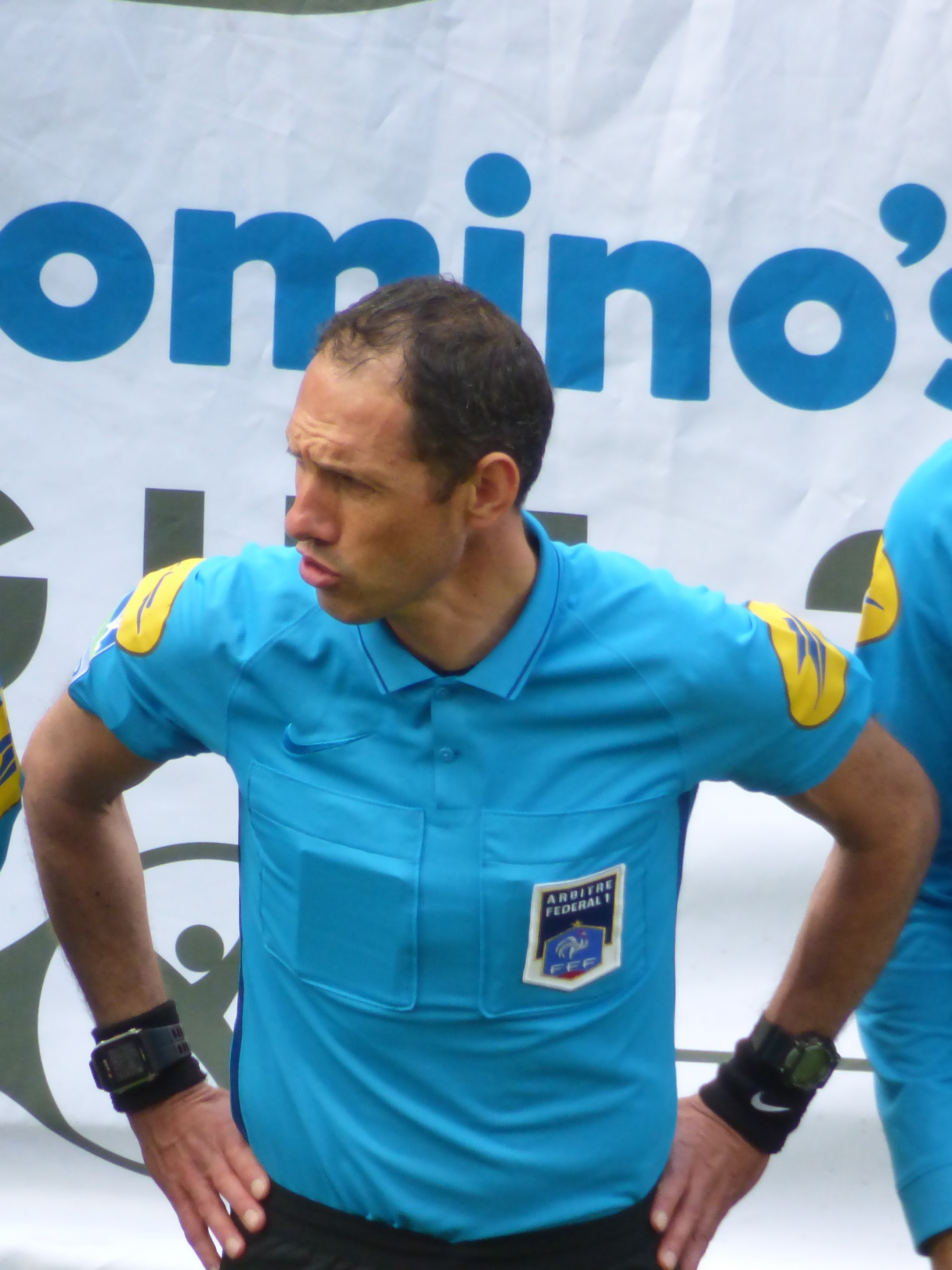
Mikaël Lesage (2019)

Mikaël Lesage (* 19. Januar 1975 in Falaise, Département Calvados) ist ein französischer Fußballschiedsrichter.
Lesage leitet seit der Saison 2010/11 Spiele in der Ligue 2 (bisher mehr als 78) und seit der Saison 2012/13 Spiele in der Ligue 1 (bisher mehr als 187 Spiele).
Am 8. Mai 2018 leitete Lesage das Finale des Coupe de France 2017/18 zwischen Paris Saint-Germain und VF Les Herbiers (2:0).
Nachdem er in der Vorsaison starker Kritik ausgesetzt war, leitet Lesage ab der Saison 2022/23 nur noch Spiele in der Ligue 2.